# Evangelio de Valentín

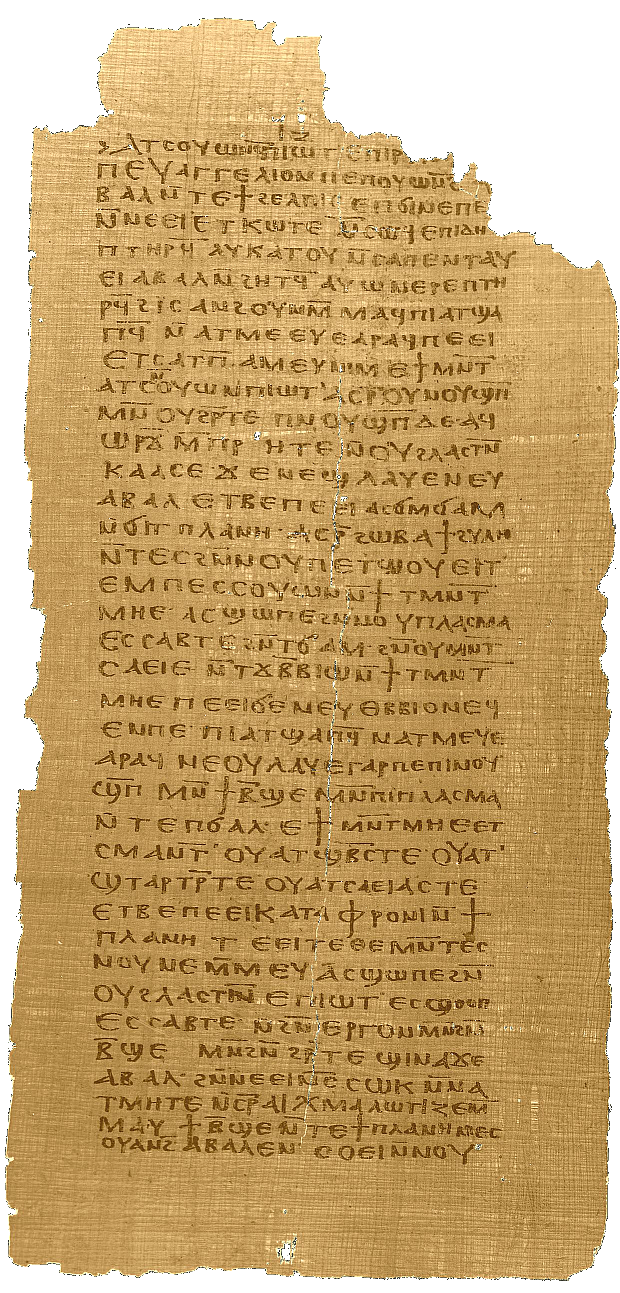
· Papiro 17 del Codex I o Codex Jung, conteniendo una parte del Evangelio de la Verdad (NHC I,3) ·

El Evangelio de la Verdad o Evangelio de Valentín es uno de los tratados, afines a la gnosis del cristianismo primitivo, hallados en la biblioteca copta de Nag Hamadi.
Se encuentra en dos de los trece códices descubiertos, en diciembre de 1945, a los pies del macizo de Jabal al Tarif, en las cercanías de la localidad de Nag Hammadi, en el Alto Egipto, constituyendo el tratado 3 del códice I o Codex Jung (NHC I,3), abarcando sus páginas 16 a 43 y, en modo muy fragmentado, el tratado 2 del códice XII (NHC XII,2).

## Características filológicas
El Evangelio de la Verdad está redactado, como el resto de tratados o escritos contenidos en los Códices de Nag Hammadi, en  copto. En el caso de su presentación como tercer tratado del Códex Jung, lo es en su variedad dialectal subacmínica, . En cuanto a los fragmentos inutilizables en que se muestra el Evangelio de la Verdad como segundo texto del códice XII, lo son en la variedad dialectal sahídica del copto.

## Fecha y lugar de composición
La datación  paleográfica de los papiros en que se halla transcrito el Evangelio de la Verdad apunta, como en la mayoría de escritos manuscritos de la biblioteca de Nag Hammadi, al siglo IV de d. C. El origen de este tratado, en su presentación copta, está íntimamente relacionado con la conformación de la biblioteca de textos gnósticos en que se halla integrada. En este sentido si bien, durante mucho tiempo, se consideró la posibilidad de que ésta hubiera sido redactada por uno o varios monjes de alguno de los monasterios fundados por San Pacomio, cercanos al lugar del descubrimiento de los códices, recientemente se apunta la hipótesis de que fuera propiedad de "una comunidad ascético gnóstica de varones y mujeres de mediana cantidad de miembros asentada en la zona de Khenoboskion".
En todo caso, la mayoría de eruditos considera que el texto copto del Evangelio de la Verdad, es una traducción de un original griego de la primera mitad del s. II (entre el año 140 y 180 d. C.), con algunas voces que sin embargo señalan su origen  siríaco, por algunas de las expresiones en él contenidas.

## Autoría y naturaleza del texto original
El Evangelio de la Verdad es un texto gnóstico del cristianismo primitivo con afinidades claras con la escuela valentiana. Por ello es considerado que, el original griego del que procede el texto copto, fuera redactado por el propio  maestro gnóstico Valentín o un discípulo cercano, en la primera mitad del s. II d. C.
Como otros textos de la biblioteca copta de Nag Hammadi, este tratado no tiene un título explícito en el manuscrito, siendo conocido por su comienzo: «El Evangelio de la Verdad es alegría para aquellos que han recibido del Padre de la Verdad la gracia de conocerlo...».
En todo caso Ireneo de Lyon (130- 202 d. C.), refiere en su obra Adversus Haereses III 11,19, un "Evangelium Veritatis" utilizado por los valentinianos que probablemente sea el mismo descubierto en las cercanías de Nag Hammadi.
Por su estilo literario se enmarca como una homilía en la que el autor, habiendo experimentado la plenitud que se deriva de conocer la Unidad del Padre expone, ante un público cercano y afín al contenido doctrinario expresado, la naturaleza y sentido de la buena nueva o evangelio que con la venida de Jesús Cristo se ofrece pues, con Él, se abre la posibilidad de salvación o redención en la intimidad de aquel «que se busca», del gnóstico cristiano, por medio del "Cristo pleromático".

## Extractos del Evangelio de la Verdad
16.31 El Evangelio de la Verdad es alegría para aquellos que han recibido del Padre de la Verdad la gracia de conocerlo, por medio del Poder de la Palabra (del Verbo, del Cristo) que ha venido desde 5 el Pleroma (desde la Plenitud),  la que está en el Pensamiento y en la Inteligencia del Padre, la que es llamada “Salvador”, ya que es el  nombre de la Obra que debe llevar a cabo para la Redención (Salvación) de aquellos que eran 17.1 ignorantes del Padre, mientras que el nombre [de] "Evangelio" (Buena Nueva) es la proclamación de la esperanza, siendo descubierta por aquellos que Le buscan.

18 Éste es el Evangelio del que se busca, que se reveló a los que son perfectos por las misericordias 15 del Padre, el Misterio Oculto, Jesús, el Cristo, por cuyo medio iluminó a los que estaban en la oscuridad a causa del olvido. Los ha iluminado y <les> ha mostrado un camino; 20 y el Camino es la Verdad que les ha enseñado.

22 De esta manera el que posee la Gnosis (Conocimiento) es de lo Alto. Si es llamado, 5 escucha, responde y se vuelve hacia quien lo llama, para ascender hacia Él. Y sabe en qué modo es llamado. Poseyendo el Conocimiento hace 10 la voluntad de quien lo ha llamado, quiere complacerle y recibe el reposo. Su nombre adviene a él. El que llegue a poseer el Conocimiento de este modo sabe de dónde viene 15 y a dónde va. Sabe, como una persona que habiendo estado embriagada ha salido de su embriaguez, (y) habiendo vuelto a sí misma, ha corregido lo que le 20 es propio.
Extractos del Evangelio de la Verdad, NHC I, 3.

## Relevancia en la historia del cristianismo primitivo
El descubrimiento del Evangelio de la Verdad, junto con el resto de textos descubiertos en la biblioteca de Nag Hammadi, ha permitido a los estudiosos del ámbito de la historia de las religiones, y muy particularmente de lo referente al cristianismo de los primeros siglos, disponer de los registros escritos, sin el filtro de sus adversarios o detractores, de una de las corrientes ideológicas predominantes en el ámbito filosófico y religioso de la cuenca mediterránea en los siglos I al IV de nuestra era: El gnosticismo y la Gnosis del Cristianismo Primitivo.
Las exposiciones doctrinarias  teologales del Evangelio de la Verdad avalan y confirman, que el gnosticismo cristiano fuera "la primera expresión de una teología cristiana sistemáticamente expuesta".